# جوديث كروغ
جوديث فينجريت كروغ (بالإنجليزية: Judith Krug)‏ (15 آذار 1940- 11 نيسان 2009) كانت أمينة مكتبة أمريكية، مؤيدة لحرية التعبير، وناقدة للرقابة. أصبحت كروغ مديرةً لمكتب الحرية الفكرية في جمعية المكتبات الأمريكية عام 1967. في عام 1969، انضمت إلى مؤسسة حرية القراءة كمديرة تنفيذية لها. شاركت كروغ في تأسيس أسبوع الكتب المحظورة عام 1982.
قامت بتنسيق الجهود ضد قانون آداب الاتصالات لعام 1996، والذي كان أول محاولة من الكونغرس الأميركي لإدخال شكل من أشكال الرقابة على الكلام على شبكة الإنترنت. عارضت كروغ بشدة فكرة أن المكتبات يجب أن تفرض رقابة على المادة التي تقدمها للعملاء. دعمت القوانين والسياسات التي تحمي سرية سجلات استخدام المكتبات. عندما استخدمت وزارة العدل الأمريكية سلطة قانون PATRIOT وهو قانون توفير الأدوات اللازمة والمناسبة لاعتراض وعرقلة الإرهاب لعام 2001 لإجراء عمليات بحث لما كانت ذات يوم قواعد بيانات سرية للمكتبات، أثارت كروغ احتجاجاً جماهيرياً ضد هذا النشاط من قبل الحكومة.
في عام 2003، كانت قائدة لمبادرة تحدي دستورية لقانون حماية إنترنت الأطفال. أدت جهودها إلى انتصار جزئي للناشطين المناهضين للرقابة؛ قضت المحكمة العليا بأن القانون أساسي دستوري، لكن يمكن إيقاف تشغيل برامج التصفية على أجهزة الحاسوب في المكتبات العامة إذا طلب ولي الأمر ذلك. حذرت كروغ أن التصفية المستخدمة للرقابة على المواد الإباحية على الإنترنت من الأطفال ليست مثالية وتتعرض لخطر حجب المعلومات التعليمية عن المسائل الاجتماعية والجنس والرعاية الصحية.

## النشأة والتعليم
كروغ أنجب جوديث فينجريت في بيتسبرغ، بنسلفانيا في 15 آذار عام 1940. اهتمامها في حرية التعبير عٌزّز عندها من عمر مبكر. ذكرت أنها كانت تقرأ كتاب عن التربية الجنسية تحت الأغطية في غرفة نومها باستخدام مصباح يدوي عندما كانت في 12 من عمرها. وجدتها أمها وسألتها عما تفعله. عندما حملت الكتاب سمحت لها أمها بمتابعة قراءته وطلبت منها أن تشعل ضوء غرفة النوم حتى تتمكن من القراءة بشكل صحيح وتتجنب إلحاق الضرر بعينيها.
درست كروغ للحصول على درجة البكالوريوس في الآداب من جامعة بيتسبرغ وتخرجت عام 1962. حصلت على شهادة الدراسات العليا في علوم المكتبات من كلية الدراسات العليا في جامعة شيكاغو. أطروحتها قارنت منهجيات الفهرسة للوصول إلى أعمال الأدب. تزوجت هربرت كروغ عام 1964 كان لديهما ولدان وخمسة أحفاد.

## مهنة أمينة المكتبة

### مديرة مكتب الحرية الفكرية
بدأت كروغ مسيرتها المهنية في المكتبة عام 1962 عندما بدأت العمل كأمينة مكتبة مرجعية في مكتبة جون كرير في شيكاغو. في عام 1963 أصبحت من يُفهرس في كلية طب الأسنان بجامعة نورث وسترن. أصبحت محللة أبحاث في جمعية المكتبات الأمريكية عام 1965 وفي عام 1967 أصبحت مديرة لمكتبها للحرية الفكرية عند تأسيسها. وصفت كروغ دور مكتب الحرية الفكرية على أنه حماية حقوق الأفراد في الحصول على المعلومات الشاملة المتوفرة بغض النظر عن أولئك الذي يستنكرون المادة نفسها.
بصفتها مديرة لمكتب الحرية الفكرية قامت بتنظيم نشر رسالة إخبارية تتحدث عن نماذج الرقابة في الولايات المتحدة الأمريكية، واقترحت طرقاً للتعامل مع هذه المحاولات للحد من حرية التعبير. أشرفت على نشر كتيب الحرية الفكرية والنشرة الإخبارية حول الحرية الفكرية وأحداث أسبوع الكتب المحظورة. ساعدت كروغ أيضاً في قيادة الطاولة المستديرة حول الحرية الفكرية ولجنة الأخلاقيات المهنية ومؤسسة حرية القراءة ولجنة الحرية الفكرية. في عام 1969 أصبحت أول رئيسة لمؤسسة حرية القراءة وهي منظمة شقيقة لمؤسسة الحرية الفكرية.
تشكلت مؤسسة حرية القراءة لدعم التعديل الأول لدستور الولايات المتحدة والمساعدة في الدفاع القانوني. بصفتها مديرة منظمة الحرية الفكرية عملت كروغ على بدء أسبوع الكتب المحظورة في عام 1982. قامت بتنسيق الجهود ضد قانون آداب الاتصالات لعام 1996، والذي كان أول محاولة من الكونغرس الأميركي لإدخال شكل من أشكال الرقابة على الكلام على شبكة الإنترنت.

### معارضة الرقابة على المكتبات
عارضت كروغ بشدة فكرة أن المكتبات يجب أن تفرض الرقابة على المواد التي توفرها للمستفيدين. دعمت القوانين والسياسات التي تحمي سرية سجلات استخدام المكتبات. عندما استخدمت وزارة العدل الأمريكية سلطة قانون PATRIOT لعام 2001 لإجراء عمليات بحث لما كانت ذات يوم قواعد بيانات سرية للمكتبات، أثارت كروغ احتجاجاً جماهيرياً ضد هذا النشاط من قبل الحكومة. بعد فترة قصيرة من هجمات 11 أيلول أخبر أمين مكتبة فلوريدا الشرطة أن أحد منفذي الهجوم كان يستخدم مكتبة ديلاري بيتش العامة -على الرغم من أن قانون فلوريدا يضمن السرية لرواد المكتبات- انتقدت كروغ هذا الفعل. صرحت بأنها تمنت لو ان أمين المكتبة التزم بقانون فلوريدا ولكنها تعاطفت مع الموقف وقالت أن معظم الأفراد من المرجح أن يكونوا قد فعلوا الشيء نفسه. في عام 2003، قادت كروغ التحدي لدستورية قانون حماية إنترنت الأطفال. أدت جهودها إلى انتصار جزئي لمعارضي القانون، قضت المحكمة العليا في الولايات المتحدة بأن القانون دستوري، لكن يمكن إيقاف تشغيل برامج التصفية على أجهزة الحاسوب في المكتبات العامة إذا طلب ولي الأمر ذلك. قالت كروغ أن التصفية المستخدمة للرقابة على المواد الإباحية على الإنترنت من الأطفال ليست مثالية وتتعرض لخطر حجب المعلومات التعليمية عن المسائل الاجتماعية والجنس والرعاية الصحية. أكدت على الحاجة إلى تثقيف الأطفال حول الأخلاق بدلاً من استخدام التصفية عبر الإنترنت لحجب المعلومات عنهم. في عام 2006 تم انتخابها نائبة لرئيس جمعية فاي بيتا كابا. شغلت كروغ منصب رئيسة مجلس إدارة مركز الديمقراطية والتكنولوجيا ورئيسة التحالف الإعلامي ونائبة رئيس مؤسسة تعليم الإنترنت وكانت عضواً في المجلس الاستشاري لـ GetNetWise. كانت في لجنة القضاة لعام 2006 لجائزة PEN/Newman's Own First Amendment التي تعترف بمن يدافعون عن الحق في حرية التعبير في الكتابة المنصوص عليها في الدستور الأول. عملت كروغ أيضًا في مجالس إدارة صندوق حرية التعبير، وشعبة إلينوي في اتحاد الحريات المدنية الأمريكية، ولجنة المحامين الأمريكية للتفاهم العام حول القانون، والمجلس الاستشاري للجنة العدل لولاية إلينوي.

## الموت والذكرى
بعد إصابتها بسرطان المعدة لأكثر من سنة توفيت كروغ بسبب مرضها وكانت تبلغ من العمر 69 عاماً في 11 نيسان عام 2009، في مستشفى إيفانستون في إيفانستون، إلينوي. تم إنشاء صندوق جوديث إف كروغ التذكاري من قبل رابطة المكتبات الأمريكية لضمان بقاء أسبوع الكتب المحظورة نشطًا بعد وفاتها. تم تكريس الطبعة الثامنة من كتيب الحرية الفكرية الذي نشر في عام 2010 من قبل مكتب الحرية الفكرية التابع لجمعية المكتبات الأمريكية لذكرى كروغ.